# Ramal San Jaime-La Paz del Ferrocarril General Urquiza
El ramal San Jaime-La Paz (ramal U-13) de 144.7 km del Ferrocarril General Urquiza en Argentina fue un ramal ferroviario clausurado en 1969 que se hallaba íntegramente en la provincia de Entre Ríos en los departamentos Federación, San José de Feliciano y La Paz. Se extendía por 144 km desde San Jaime de la Frontera hasta La Paz. El ramal desde la estación La Paz al puerto de La Paz, de 1.5 km, se denominaba ramal U-37.

## Historia
La construcción de un tramway rural a vapor (tranvía) desde La Paz a San José de Feliciano fue concesionada a Domingo Parodi por ley provincial de 24 de octubre de 1903, pero no se llevó a cabo.
La construcción y explotación de un ferrocarril entre el puerto de Diamante y Curuzú Cuatiá, con ramales laterales desde Federal a Chajarí y La Paz, fue concesionada a Rafael Aranda por ley n.º 4484 del 6 de octubre de 1904.
Otra ley, la n.º 5077 sancionada el 13 de junio de 1907, modificó el trazado y agregó un ramal de San José de Feliciano a Sauce. Pero la construcción no se efectuó y la concesión fue derogada por ley n.º 6341 del 2 de septiembre de 1909.
Un decreto de 24 de octubre de 1927 aprobó el trazado del ramal denominado Línea E2 de las Líneas del Este de los Ferrocarriles del Estado (parte de la Administración General de Ferrocarriles del Estado) entre San Jaime de la Frontera (empalme con el ramal de Puerto Diamante a Curuzú Cuatiá), San José de Feliciano y La Paz, autorizando la licitación de los trabajos. Otro decreto de 29 de marzo de 1928 autorizó la licitación y el comienzo de las obras entre los kilómetros 0 y 56 y ramal al muelle de La Paz, pero fue derogado el 20 de mayo de 1929.
Finalmente, fue construido en dos tramos, de San Jaime a San José de Feliciano fue inaugurado el 22 de noviembre de 1932 y abierto al servicio el 6 de marzo de 1935, mientras que el San José de Feliciano a La Paz fue inaugurado en 1940. Desde la Estación La Paz el ramal llegaba al puerto de la ciudad en donde empalmaba con las vías portuarias. 
El 1 de enero de 1949 el ramal quedó integrado dentro del nuevo Ferrocarril Nacional General Urquiza creado ese día.
El Plan Larkin, publicado en 3 tomos como Transportes argentinos: plan de largo alcance, fue un estudio de racionalización y modernización de los medios de transporte de Argentina entre 1959 y 1962. El plan establecía un orden de prioridad para el cierre de varios ramales del FCGU y sus sustitución por caminos, poniendo como primera prioridad de cierre al ramal de San Jaime a La Paz. Fue clausurado en 1969 y sus vías fueron abandonadas. El 14 de abril de 1975 fue rehabilitado el tramo entre San Jaime y San José de Feliciano, pero solo circularon dos trenes y poco después las vías fueron levantadas.